# Dialium occidentale
Dialium occidentale är en ärtväxtart som först beskrevs av René Paul Raymond Capuron, och fick sitt nu gällande namn av Du Puy och Raymond Rabevohitra. Dialium occidentale ingår i släktet Dialium och familjen ärtväxter.

## Underarter
Arten delas in i följande underarter:
- D. o. occidentale
- D. o. septentrionale